# Germania ai Giochi della XV Olimpiade
La Germania, rappresentata solo dalla Repubblica Federale, ha partecipato ai Giochi della XV Olimpiade, svoltisi ad Helsinki, dal 19 luglio al 3 agosto 1952,  
con una delegazione di 205 atleti, di cui 32 donne, impegnati in 18 discipline,
aggiudicandosi 7 medaglie d'argento e 17 medaglie di bronzo.

## Medagliere

### Per discipline
| Sport            | Oro | Argento | Bronzo | Totale |
| ---------------- | --- | ------- | ------ | ------ |
| Atletica leggera | 0   | 3       | 5      | 8      |
| Equitazione      | 0   | 1       | 3      | 4      |
| Pugilato         | 0   | 1       | 1      | 2      |
| Canottaggio      | 0   | 1       | 0      | 1      |
| Ginnastica       | 0   | 1       | 0      | 1      |
| Canoa/kayak      | 0   | 0       | 3      | 3      |
| Ciclismo         | 0   | 0       | 2      | 2      |
| Nuoto            | 0   | 0       | 1      | 1      |
| Tuffi            | 0   | 0       | 1      | 1      |
| Vela             | 0   | 0       | 1      | 1      |
| Totale           | 0   | 7       | 17     | 24     |

### Medaglie
| Medaglia | Atleta                                                              | Sport            | Evento                          |
| -------- | ------------------------------------------------------------------- | ---------------- | ------------------------------- |
| Argento  | Karl Storch                                                         | Atletica leggera | Lancio del martello             |
| Argento  | Ursula Knab Maria Sander Helga Klein Margarete Petersen             | Atletica leggera | Staffetta 4×100 metri femminile |
| Argento  | Marianne Werner                                                     | Atletica leggera | Getto del peso femminile        |
| Argento  | Heinz Manchen Helmut Heinhold Tim: Helmut Noll                      | Canottaggio      | Due con maschile                |
| Argento  | Wilhelm Busing Klaus Wagner Otto Rothe                              | Equitazione      | Concorso completo a squadre     |
| Argento  | Alfred Schwarzmann                                                  | Ginnastica       | Sbarra                          |
| Argento  | Edgar Basel                                                         | Pugilato         | Pesi mosca                      |
| Bronzo   | Heinrich Ulzheimer                                                  | Atletica leggera | 800 metri piani                 |
| Bronzo   | Werner Lueg                                                         | Atletica leggera | 1500 metri piani                |
| Bronzo   | Herbert Schade                                                      | Atletica leggera | 5000 metri piani                |
| Bronzo   | Hans Geister Günther Steines Heinrich Ulzheimer Karl-Friedrich Haas | Atletica leggera | Staffetta 4×400 metri           |
| Bronzo   | Maria Sander                                                        | Atletica leggera | 80 metri ostacoli               |
| Bronzo   | Egon Drews Wilfried Soltau                                          | Canoa/kayak      | C2 1000 metri maschile          |
| Bronzo   | Egon Drews Wilfried Soltau                                          | Canoa/kayak      | C2 10000 metri maschile         |
| Bronzo   | Michel Scheuer                                                      | Canoa/kayak      | K1 10000 metri maschile         |
| Bronzo   | Edi Ziegler                                                         | Ciclismo         | Corsa in linea                  |
| Bronzo   | Werner Potzernheim                                                  | Ciclismo         | Velocità                        |
| Bronzo   | Heinrich Pollay Ida von Nagel Fritz Thiedemann                      | Equitazione      | Dressage a squadre              |
| Bronzo   | Fritz Thiedemann                                                    | Equitazione      | Salto ostacoli individuale      |
| Bronzo   | Wilhelm Busing                                                      | Equitazione      | Concorso completo individuale   |
| Bronzo   | Herbert Klein                                                       | Nuoto            | 200 metri rana maschili         |
| Bronzo   | Günther Heidemann                                                   | Pugilato         | Pesi welter                     |
| Bronzo   | Günther Haase                                                       | Tuffi            | Piattaforma maschile            |
| Bronzo   | Erich Natusch Georg Nowka Theodor Thomsen                           | Vela             | Dragone                         |

## Risultati

### Calcio
| Atleta | Classifica |                           |
| --- | --- | ------------------------- |
| V · D · M Nazionale olimpica tedesca occidentale · Calcio ai Giochi Olimpici Estivi 1952 1 Schönbeck · 2 Bensch · 3 Eberle · 6 Sommerlatt · 7 Jäger · 8 Gleixner · 9 Post · 10 Schäfer · 11 Mauritz · 12 Hinterstocker · 13 Stollenwerk · 14 Zeitler · 15 Schröder · 16 Ehrmann · 19 Wittig · 20 Klug · CT : Herberger | 4° |                           |
| Nazionale olimpica tedesca occidentale · Calcio ai Giochi Olimpici Estivi 1952 | |                           |
| 1 Schönbeck · 2 Bensch · 3 Eberle · 6 Sommerlatt · 7 Jäger · 8 Gleixner · 9 Post · 10 Schäfer · 11 Mauritz · 12 Hinterstocker · 13 Stollenwerk · 14 Zeitler · 15 Schröder · 16 Ehrmann · 19 Wittig · 20 Klug · CT: Herberger                                                                                           | 1 Schönbeck · 2 Bensch · 3 Eberle · 6 Sommerlatt · 7 Jäger · 8 Gleixner · 9 Post · 10 Schäfer · 11 Mauritz · 12 Hinterstocker · 13 Stollenwerk · 14 Zeitler · 15 Schröder · 16 Ehrmann · 19 Wittig · 20 Klug · CT: Herberger | Germania Ovest (bandiera) |

### Pallanuoto
| Atleta | Classifica |                           |
| --- | --- | ------------------------- |
| V · D · M Nazionale maschile tedesca occidentale di pallanuoto · Giochi olimpici - Helsinki 1952 Heine · Uellendahl · Sauermann · Bode · Sturm · Zander · Panke · Bildstein · Dotzer · Baier · Schulze · CT : - | 15° |                           |
| Nazionale maschile tedesca occidentale di pallanuoto · Giochi olimpici - Helsinki 1952 | |                           |
| Heine · Uellendahl · Sauermann · Bode · Sturm · Zander · Panke · Bildstein · Dotzer · Baier · Schulze · CT: -                                                                                                   | Heine · Uellendahl · Sauermann · Bode · Sturm · Zander · Panke · Bildstein · Dotzer · Baier · Schulze · CT: - | Germania Ovest (bandiera) |